# Indigofera trachyphylla
Indigofera trachyphylla är en ärtväxtart som beskrevs av Daniel Oliver. Indigofera trachyphylla ingår i släktet indigosläktet, och familjen ärtväxter. Inga underarter finns listade i Catalogue of Life.